# کیم دونگ هی
کیم دونگ هی (کره‌ای: 김동희؛ زادهٔ ۱۳ ژوئن ۱۹۹۹) بازیگر اهل کره جنوبی زیر نظر جی‌وای‌پی اینترتینمنت است. او بیشتر به خاطر بازی در مجموعه‌های تلویزیونی مانند قلعه آسمان، کلاس ایته‌‌وون، ای-تین، ای-تین ۲ و مجموعهٔ اصلی نتفلیکس، فوق برنامه مشهور است.

## اوایل زندگی و تحصیلات
کیم دونگ هی زادهٔ ۱۳ ژوئن ۱۹۹۹ در آندونگ، استان گیونگ‌سانگ شمالی، کره جنوبی است و در حال حاضر در رشتهٔ هنرهای بازیگری در دانشگاه گاچون تحصیل می‌کند.

## حرفه
کیم دونگ هی حرفهٔ بازیگری خود را در سال ۲۰۱۸ و در نقش‌ها مین-این در مجموعهٔ اینترنتی نوجوانانه،
ای-تین آغاز کرد. او همچنین در درام محبوب شبکهٔ جی‌تی‌بی‌سی، قلعه آسمان بازی کرد که در ۲۲ نوامبر ۲۰۱۸ پخش شد. او نقشش را به عنوان ها مین این در فصل دوم ای-تین تکرار کرد که در سال ۲۰۱۹ پخش شد.
در سال ۲۰۲۰، کیم دونگ هی در درام شبکهٔ جی‌تی‌بی‌سی، کلاس ایته‌‌وون که بر پایهٔ وب‌تونی با همین نام است، بازی کرد. سپس او اولین نقش اصلی خود را در مجموعهٔ اصلی نتفلیکس، فوق برنامه انجام داد، جایی که او نقش یک پسر دانش آموز به نام اوه جی سو را بازی کرد.

## فیلم‌شناسی

### فیلم
| سال  | عنوان       | نقش      | توضیحات    | منابع |
| ---- | ----------- | -------- | ---------- | ----- |
| ۲۰۲۱ | روح         | بک-هو    | فیلم‌برداری | [ ۵ ] |
| ۲۰۲۱ | فصل تو و من | یو جه-ها | فیلم‌برداری | [ ۶ ] |

### مجموعه تلویزیونی
| سال     | عنوان        | نقش         | شبکه     | منابع |
| ------- | ------------ | ----------- | -------- | ----- |
| ۲۰۱۸–۱۹ | قلعه آسمان   | چا سو-جون   | جی‌تی‌بی‌سی | [ ۷ ] |
| ۲۰۲۰    | کلاس ایته‌‌وون | جانگ گون-سو | جی‌تی‌بی‌سی | [ ۸ ] |
| ۲۰۲۰    | فوق برنامه   | اوه جی-سو   | نتفلیکس  | [ ۹ ] |

### مجموعه اینترنتی
| سال  | عنوان    | نقش        | شبکه      | منابع |
| ---- | -------- | ---------- | --------- | ----- |
| ۲۰۱۸ | ای-تین   | ها مین-این | ناور تی‌وی |       |
| ۲۰۱۹ | ای-تین ۲ | ها مین-این | ناور تی‌وی |       |

## جوایز و نامزدی‌ها
| سال  | مراسم جوایز    | دسته                | نامزد / اثر | نتیجه | منابع  |
| ---- | -------------- | ------------------- | ----------- | ----- | ------ |
| ۲۰۱۹ | جوایز برند سال | ستارهٔ در حال پیشرفت | کیم دونگ-هی | برنده | [ ۱۰ ] |